# Anna Biedrzycka-Sheppard
Anna Biedrzycka-Sheppard (ur. 18 stycznia 1946 w Warszawie) – polska kostiumolożka. Trzykrotnie nominowana do Oscara za filmy Lista Schindlera, Pianista oraz Czarownica.
Absolwentka Akademii Sztuk Pięknych w Warszawie. Na początku lat 80. wyemigrowała do Londynu. Siostra Magdaleny Biedrzyckiej.

## Filmografia
- 2024: Bob Marley: One Love
- 2020: Eurovision Song Contest: Historia zespołu Fire Saga
- 2019: Spider-Man: Daleko od domu
- 2018: Operacja Overlord
- 2017: American Assassin
- 2016: Iluzja 2
- 2014: Furia
- 2014: Czarownica
- 2013: Złodziejka książek
- 2011: Kapitan Ameryka: Pierwsze starcie
- 2010: Sobowtór diabła
- 2009: Uwięziony
- 2009: Bękarty wojny
- 2007: Fred Claus, brat świętego Mikołaja
- 2007: Hannibal. Po drugiej stronie maski
- 2005: Sahara
- 2005: Oliver Twist
- 2004: W 80 dni dookoła świata
- 2003: Rycerze z Szanghaju
- 2002: Pianista
- 2001: Kompania braci
- 2000: Maybe Baby
- 2000: Oszustwo
- 1999: Informator
- 1998: Marta i wielbiciele
- 1998: Mądrość krokodyli
- 1998: Grzeszna propozycja
- 1997: Plac Waszyngtona
- 1996: Ostatni smok
- 1996: Król olch
- 1993: Lista Schindlera
- 1988: Zabić księdza
- 1985: Paradygmat, czyli potęga zła
- 1982: Imperatyw
- 1981: Pokuszenie
- 1981: Z dalekiego kraju
- 1980: Constans
- 1980: Kontakt
- 1978: Spirala
- 1977: Pani Bovary to ja
- 1976: Brunet wieczorową porą
- 1976: Polskie drogi
- 1976: Barwy ochronne
- 1976: Długa noc poślubna
- 1974: Bilans kwartalny
- 1972: Iluminacja
- 1971: Za ścianą
- 1970: Życie rodzinne

## Nagrody
- 2015: nominacja do Oscara za najlepsze kostiumy do filmu Czarownica
- 2003: nominacja do Oscara za najlepsze kostiumy do filmu Pianista
- 2003: Orzeł za najlepsze kostiumy do filmu Pianista
- 2003: nominacja do Cesara za najlepsze kostiumy do filmu Pianista
- 1997: nominacja do Saturna za najlepsze kostiumy do filmu Ostatni smok
- 1994: nominacja do Oscara za najlepsze kostiumy do filmu Lista Schindlera
- 1994: nominacja do nagrody BAFTA za najlepsze kostiumy do filmu Lista Schindlera